# 1393
1393 (MCCCXCIII) var ett normalår som började en torsdag i den julianska kalendern.

## Händelser

### Okänt datum
- Margaretas trupper inleder sin belägring av Stockholm, som hålls av Albrekttrogna trupper.
- Vitaliebröderna intar och plundrar Bergen.
- Margareta förmår påven att erkänna Vadstena klosters rätt att utdela avlat under jubelåren.
- Vadstena klosters kor står färdigt och Heliga Birgittas kvarlevor flyttas in till sin hedersplats.
- Det andra bulgariska riket går under genom turkarna.
- Konrad von Jungingen blir Tyska ordens högmästare.
- Samhället Horred nämns för första gången.

## Födda
- Anna av Moskva, drottning av Bysans.

## Avlidna
- Johannes av Nepomuk, böhmisk präst och helgon.
- Valentina Visconti (cypriotisk drottning)